# Mehmed III.

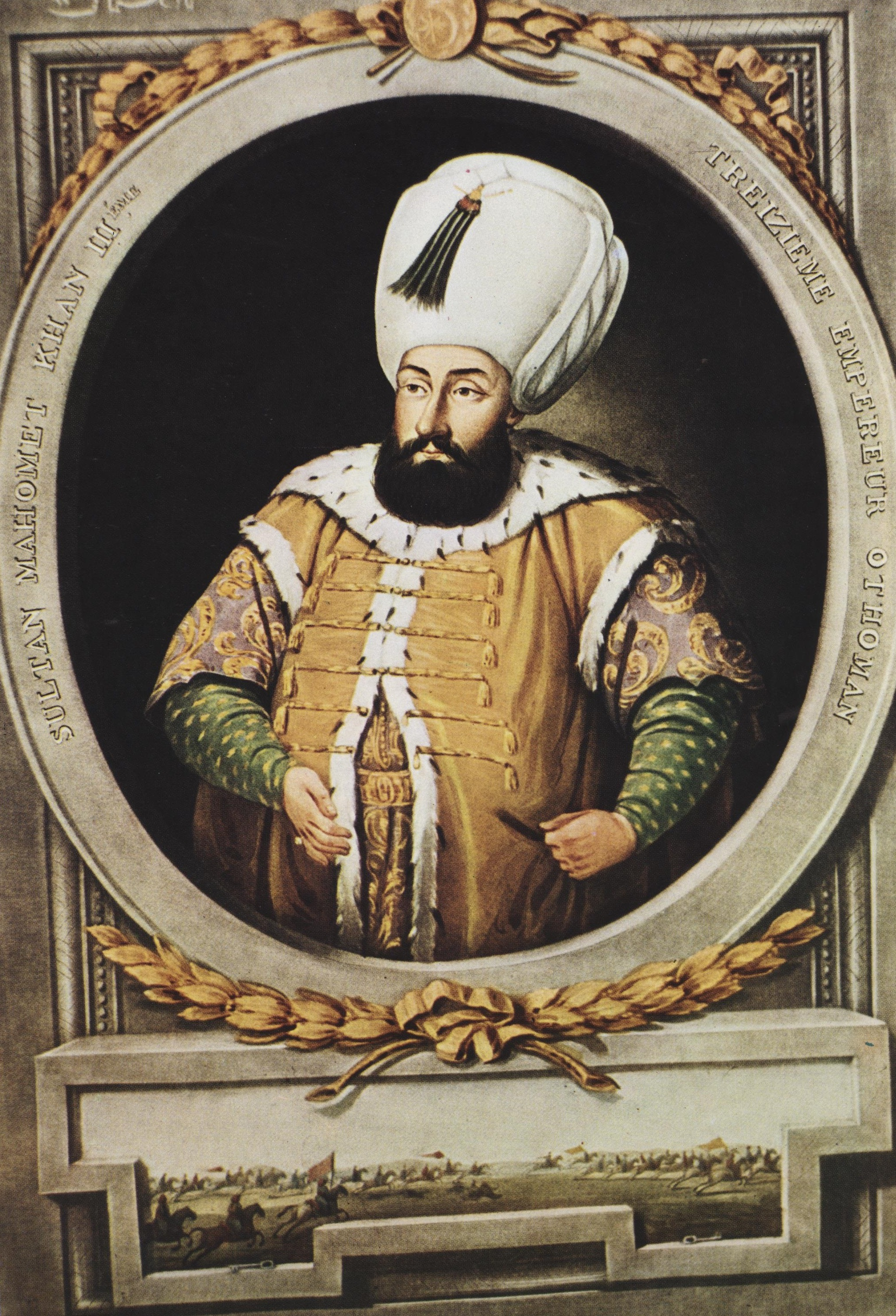
Mehmed III.

Mehmed III. (geboren 26. Mai 1566; gestorben 22. Dezember 1603) war Sultan des Osmanischen Reiches von 1595 bis 1603.

## Thronbesteigung
Mehmed III., der Sohn von Murad III., wurde auf sein Amt sehr sorgfältig vorbereitet. Als er an die Macht gekommen war, ließ er seine neunzehn jüngeren Brüder ermorden, die meisten noch im Kindesalter. Diese Maßnahme sollte künftige Thronstreitigkeiten unter den in der Regel zahlreichen männlichen Thronfolgern eines Sultans (siehe auch Harem) vermeiden, wurde jedoch von seinen Nachfolgern nicht mehr praktiziert. Statt sie zu ermorden, stellten die Sultane seit Ahmed I. ihre jüngeren Brüder in einem „Prinzenkäfig“ genannten Teil des Serails unter strengen Hausarrest. Später wurden sie auch auf Prinzeninseln (griechisch Demonsia, türkisch (Kızıl) Adalar) verbannt, eine Inselgruppe im Marmarameer.

## Herrschaft
Mehmed III. gab sich dann als Sultan dem Müßiggang hin und überließ die Regierungsgeschäfte seiner Mutter Safiye. Ein wichtiges Ereignis seiner Zeit war der Lange Türkenkrieg von 1593 bis 1606, in dem Mehmed als erster Sultan seit Süleyman I. persönlich das Kommando übernahm. 1596 eroberte die osmanische Armee das nordungarische Erlau (Eger)  und besiegte die Habsburger in der Schlacht bei Mezőkeresztes nahe Mezőkeresztes, wobei Mehmed während dieser Schlacht überredet werden musste, nicht einfach aufzugeben.